# Esercito del Nizam-ı Jedid
L'esercito del Nizam-ı Jedid (dal turco Nezam-i Cadid, ossia "nuovo ordinamento") è stato un apparato militare creato nel 1789 dal Sultano (Impero ottomano) Selim III durante programma riformistico del Nizam-ı Cedid.
Il nuovo corpo, che doveva sostituire i tradizionali Giannizzeri, era basato su un concetto di esercito moderno, arruolato quindi attraverso leva obbligatoria, finanziato con nuove tasse ed equipaggiato con armi e istruttori europei. Inoltre non godeva dei privilegi e dell'impunità tipici dei Giannizzeri. Il Nizam-ı Jedid costituì uno dei primi adeguamenti dell'Impero alla modernità che si faceva sempre più urgente e che la Sublime porta voleva sperimentare, spinto dalle tante sconfitte militari subite ad opera degli eserciti europei.
I Giannizzeri, sentendo la loro posizione minacciata dalla nuova formazione, decisamente più efficiente,  fomentarono una serie di rivolte tra il 1805 e il 1807 ma la tensione da essi creata e le continue sconfitte da essi subite in Grecia e nei Balcani, indussero nel 1826 il sultano ottomano Mahmud II a decretarne lo scioglimento e il quasi totale annichilimento del corpo (v. Incidente di buon auspicio).

## Battaglie
Nel 1799, un forte contingente del Nizam-i Jedid fu coinvolto nell'eroica resistenza opposta alle forze francesi del generale Napoleone Bonaparte che tentarono inutilmente di conquistare la città palestinese di Acri, difesa dal suo governatore Jezzar Pascià. Soldati del Nizam-i Jedid e artiglieri delle navi britanniche dell'ammiraglio Sir Sydney Smith difesero in quell'occasione con successo la città, sottoposta ad assedio. In tale campagna, un terzo delle intere forze ottomane fu inviato in aiuto di quelle britanniche, impegnate a contrastare l'azione di Napoleone in Egitto, riuscendo a riconquistare senza supporto degli europei la città di Rosetta.